# 서부로 (의정부시)
서부로(西部路, Seobu-ro)는 경기도 의정부시 호원동 호원고가교에서 녹양동 하동교 앞까지를 잇는 도로이다. 개통 당시 명칭은 서부순환로였으나, 도로명 주소 시행으로 도로명을 새로 부여하면서 현재의 명칭이 되었다.

## 역사
본래 의정부시에게 1974년 말부터 서부순환도로 건설 계획으로 추진한 것이 시초이며, 장암동 170-3에서 녹양동 92-10 사이를 잇는 길이 8.25km, 너비 40m의 도로를 건설하고자 했다. 그러나 본래 계획대로 도로를 건설하게 될 경우 인근에 많은 주택가와 학교, 관공서가 위치하고 있어 토지보상비로 지출하는 비용이 너무 많아 주택가 등이 없는 도봉산 쪽으로 도로 계획을 변경하는 것이 추진되었다.
1993년부터 녹양동 교통광장 ~ 호원동 서울시계를 잇는 연장 8.34km, 너비 8차로로 도로를 건설하기 시작했으나, 도로 공사 구간 중 가능동 경민대학 ~ 신천병원 1.48km 구간은 도로를 확장하기 위해 미군부대 부지를 편입해야 하는 문제가 발생해 미군부대 측과 협상이 지연되어 공사가 중단되었으나, 2001년에 협상이 원만히 해결되어 공사가 다시 진행되기 시작해 2001년 3월 15일 전체 구간 중 시청IC ~ 서울시계 4.28km 구간이 임시개통되었다.
의정부 경찰서 에서는 이륜차 사고를 이유로 이륜차 및 자전거와 보행자 통행을 금지 하였다. (자동차전용도로 로 편입되지 않은 상태.)

## 의정부 요금소
의정부시에서는 이 도로에 요금을 징수하기 위하여 호원동 일대에 의정부 요금소를 설치하였으나 요금 징수가 무산되었다. 그에 따라 요금소 건물은 방치되어 차량들은 무정차 통과를 하고 있었다. 방치된 요금소는 차량 흐름에 심각한 방해 요소가 되었으며 안전사고의 위험이 있었다. 그러던 중 2012년 3월 30일 호원 나들목이 재시공됨에 따라 의정부 요금소는 2013년에 폐쇄되었으며, 2015년 5월 28일 호원 나들목이 재개통되면서 기존 의정부 요금소 부지에 호원 나들목의 진출입 전용 요금소가 설치되어 운영 중이다.

## 주요 경유지
경기도
- 의정부시 (호원동 · 의정부동 · 가능동 · 녹양동 · 가능동 · 녹양동)

## 노선
| 이름                             | 접속 노선                     | 소재지   | 소재지             | 비고                                                        |
| -------------------------------- | ----------------------------- | -------- | ------------------ | ----------------------------------------------------------- |
| 호원고가교                       | 국도 제3호선 (평화로)         | 의정부시 | 호원동             |                                                             |
| 장수교                           |                               | 의정부시 | 호원동             |                                                             |
| 호원 나들목                      | 100호선 수도권제1순환고속도로 | 의정부시 | 호원동             | 서울 방향 진출 및 양주 방향 진입 전용 구 의정부 요금소 부지 |
| 안말교 회룡1교                   |                               | 의정부시 | 호원동             |                                                             |
| 의정부예술의전당 교차로 (사패교) | 경의로 의정로                 | 의정부시 | 의정부동           |                                                             |
| 사패터널                         |                               | 의정부시 | 의정부동           | 연장 149m                                                   |
| 사패터널                         | 흥선동                        | 의정부시 |                    | 연장 149m                                                   |
| 안골교                           |                               | 의정부시 |                    |                                                             |
| 경민광장 교차로 (가능고가차도)   | 국도 제39호선 (호국로)        | 의정부시 | 국도 제39호선 구간 |                                                             |
| 경민대학교                       |                               | 의정부시 | 국도 제39호선 구간 |                                                             |
| 가능삼거리                       | 흥선로                        | 의정부시 | 국도 제39호선 구간 |                                                             |
| 가능삼거리                       | 흥선로                        | 의정부시 | 국도 제39호선 구간 | 가능동                                                      |
| 신촌건널목 교차로                | 녹양로 의정로 체육로          | 의정부시 | 국도 제39호선 구간 |                                                             |
| 법원앞 교차로                    | 녹양로34번길                  | 의정부시 | 국도 제39호선 구간 |                                                             |
| (대한법률구조공단 의정부지부)    | 국도 제39호선 (가금로)        | 의정부시 | 국도 제39호선 구간 |                                                             |
| 녹양평교 남단                    | 본원로 비우로                 | 의정부시 |                    |                                                             |
| 녹양4교                          |                               | 의정부시 |                    |                                                             |
| 녹양동                           |                               | 의정부시 |                    |                                                             |
| 녹양사거리                       | 평화로                        | 의정부시 |                    |                                                             |
| 하동교                           |                               | 의정부시 |                    |                                                             |
| 하동교 동단                      | 동일로                        | 의정부시 |                    |                                                             |

## 주요 건물 및 시설
- 신도아파트 (경기도 의정부시 서부로 527)
- 경민대학교, 경민중학교, 경민비즈니스고등학교, 경민여자중학교 (경기도 의정부시 서부로 545)
- 의정부광동고등학교 (경기도 의정부시 서부로 691)
- 대한법률구조공단 의정부지부 (경기도 의정부시 서부로 707)